# Пежини-Дуже
Пежини-Дуже (пол. Pierzyny Duże) — село в Польщі, у гміні Келчиґлув Паєнчанського повіту Лодзинського воєводства.
У 1975-1998 роках село належало до Серадзького воєводства.